# Fronsac, Gironde
Fronsac là một xã trong tỉnh Gironde, thuộc vùng Nouvelle-Aquitaine của nước Pháp, có dân số là 1042 người (thời điểm 1999). Fronsac là một nơi trồng nho. Các vùng trồng nho Fronsac và Canon-Fronsac mang tên của xã này.